# Henry Moore (policier)
Pour les articles homonymes, voir Moore.
Henry Moore (2 juin 1848 – 17 novembre 1918) est un policier britannique, connu pour être l'un des trois inspecteurs (les deux autres étant Frederick Abberline et Walter Simon Andrews) envoyés par Scotland Yard dans le quartier de Whitechapel en 1888 pour aider à l'enquête sur les meurtres de Whitechapel.

## Biographie
Originaire du Northamptonshire, il rejoint la police métropolitaine de Londres le 26 avril 1869, est promu sergent le 29 août 1872 et devient inspecteur le 25 août 1878. Le 30 avril 1888, il rejoint le département des enquêtes criminelles de Scotland Yard.
En septembre 1888, il est détaché de Scotland Yard à Whitechapel pour renforcer l'enquête sur les meurtres de Whitechapel, imputés à un personnage connu sous le nom de « Jack l'Éventreur », peu après l'affaire du meurtre de Mary Ann Nichols. En juillet 1889, il succède à l'inspecteur Frederick Abberline en tant que principal enquêteur de l'affaire, jusqu'en 1896, date à laquelle le meurtrier, qui n'a jamais été arrêté, semble être devenu inactif.
Il est promu inspecteur de 1ère classe le 22 décembre 1890 et inspecteur en chef le 27 septembre 1895. Après sa retraite de la police métropolitaine le 9 octobre 1899, il travaille pour la police du Great Eastern Railway au grade de surintendant, jusqu'à sa deuxième retraite en 1913.
Le 17 novembre 1918, il est victime d'un accident vasculaire cérébral fatal à l'âge de soixante-dix ans à Southend-on-Sea.